# セント・アンソニー教区
セント・アンソニー教区（英語: Saint Anthony）は、イギリスの海外領土であるモントセラトの行政教区の一つ。首都プリマスを含む範囲を管轄する。
教区内にあるスーフリエール・ヒルズが1990年代に噴火し、その影響から事実上行政機能は停止した。また、首都でもあったプリマスは1998年に放棄され、噴火の影響がない北部のセント・ピーター教区にあるブレイズに首都機能を移されている。
モントセラトの教区の中では首都プリマスがあったためか最も人口が多く、噴火前の1946年時の人口は6,040人であった。だが、噴火後は無人となった。

モントセラトの地図